# Pilier
Pour les articles homonymes, voir Pilier (homonymie).

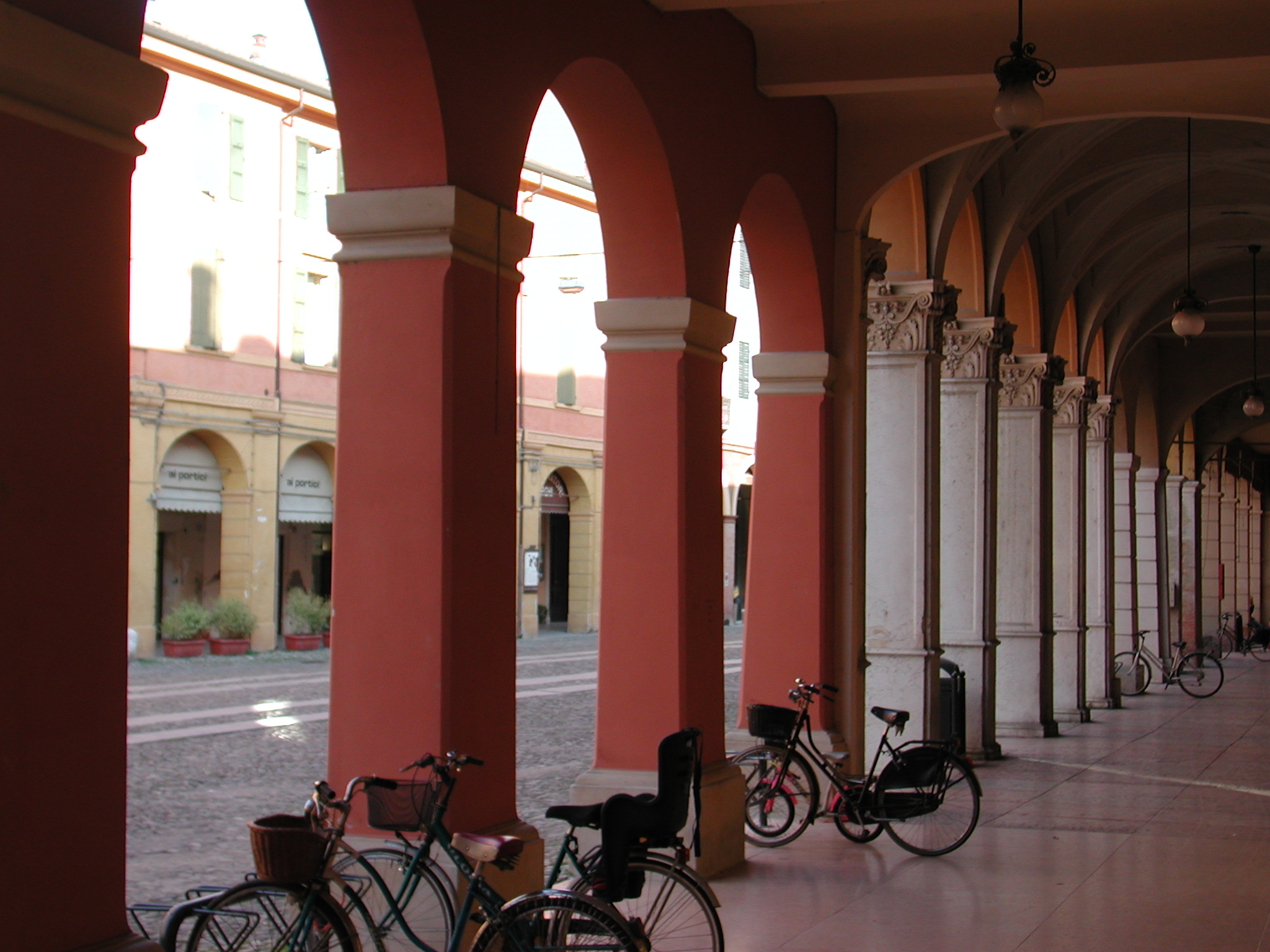
Un alignement de piliers

Un pilier est un organe architectural sur lequel se concentrent de façon ponctuelle les charges de la superstructure (par exemple les charges d'une charpente ou celles des maçonneries des niveaux supérieurs).
Historiquement, il s'agit d'un support vertical maçonné à la différence de la colonne primitive qui est en bois ou en pierre monolithe, puis il finit par désigner un élément vertical dont le corps a un plan massé quelconque, à l'exclusion du cercle qui caractérise la colonne. 
Pour Eugène Viollet-le-Duc : « Support vertical de pierre isolé, destiné à porter les charpentes ou les voûtes des édifices. ». Le pilier ne supporte pas les charges obliques, mais uniquement à la verticale.

## Détails
Il peut être fasciculé à colonnettes ou à grosses colonnes engagées comportant cependant des fûts en apparence (la partie du corps de chacune mise en commun est devenue partie centrale maçonnée de l'ensemble sur le plan de base (à partir de deux colonnes).
Le mot « pile » lui est quasiment synonyme, mais contrairement au pilier dont le plan massé peut être de taille restreinte, celui de la pile est particulièrement massif.